# 土師守
土師 守（はせ まもる、1956年 - ）は、日本の医師、社会運動家。1997年（平成9年）に発生した神戸連続児童殺傷事件で次男（当時小学校6年生）を亡くした犯罪被害者遺族である。

## 概要
兵庫県神戸市出身。
神戸大学医学部卒業。専攻は放射線科学。

### 神戸連続児童殺傷事件
神戸連続児童殺傷事件で次男を亡くした。それ以降、社会運動家となる。
事件から全国犯罪被害者の会に参加し、中心のメンバーとして活動する。その時に犯罪被害者基本法が成立して会への給付金が増えたり、刑事裁判に被害者が参加できる制度ができたり、日本全国に民間の犯罪被害者支援センターができる。
事件の犯人であった人物が少年院を仮退院して以降、犯人からの手紙を受け取っていた。だが犯人が2015年に「元少年A」名義で『絶歌』を出版したことに憤り、2016年以降は手紙を受け取っていない。2018年からは手紙が送られてこなくなる。『絶歌』が出版されたのは犯人は事件と向きあい更正しているのではと思い始めていた矢先のことであった。犯人への矯正の教育は意味が無かったとするが、犯人は事件に向き合う責任と義務があると考える。
2022年10月以降、日本全国の家庭裁判所で少年犯罪の記録が廃棄されることが起き、神戸連続児童殺傷事件の記録も含めて廃棄されていた。最高裁判所の規定では、犯人が26歳になるまで保存することにしているが、史料的価値があったり社会的影響の大きな事件の記録は永久に保存することとしていた。この廃棄したことを批判して記録を永久に保存することを求める活動をする。